# Мадрасо, Раймундо
Райму́ндо де Мадра́со и Гарре́та (исп. Raimundo de Madrazo y Garreta; 1841, Рим — 1920, Версаль) — испанский живописец.

## Биография
Родился в 1841 году в Риме.  Представитель художественной династии Мадрасо. Внук Хосе де Мадрасо (1781—1859), сын Федерико де Мадрасо (1815—1894), племянник Педро де Мадрасо (1816—1898) и Луиса де Мадрасо (1825—1897), брат Рикардо де Мадрасо (1841—1920) (все — художники) и Сесилии де Мадрасо (1846—1913), коллекционера и исследовательницы тканей. Шурин художника Мариано Фортуни (1838—1874).
Обучался живописи у отца, художника Федерико Мадрасо, а также посещал Академию изящных искусств в Мадриде, где был учеником Карлоса де Хеса. После 1860 года проживал преимущественно в Париже, где проходил обучение у Леона Конье. Попал под влияние своего друга Альфреда Стевенса. В том же году у него была первая выставка, и он часто приезжал в Нью-Йорк, чтобы продать свои картины. У него редко были выставки в Испании. 
В 1882 году он, Стевенс, Джузеппе де Ниттис и Жорж Пети организовали «Международную выставку живописи» для продвижения иностранных художников, живущих в Париже. 
В 1914 году он переехал в Версаль, где и умер шесть лет спустя. 
Его сын, также Федерико де Мадрасо, в свою очередь стал художником.

## Галерея

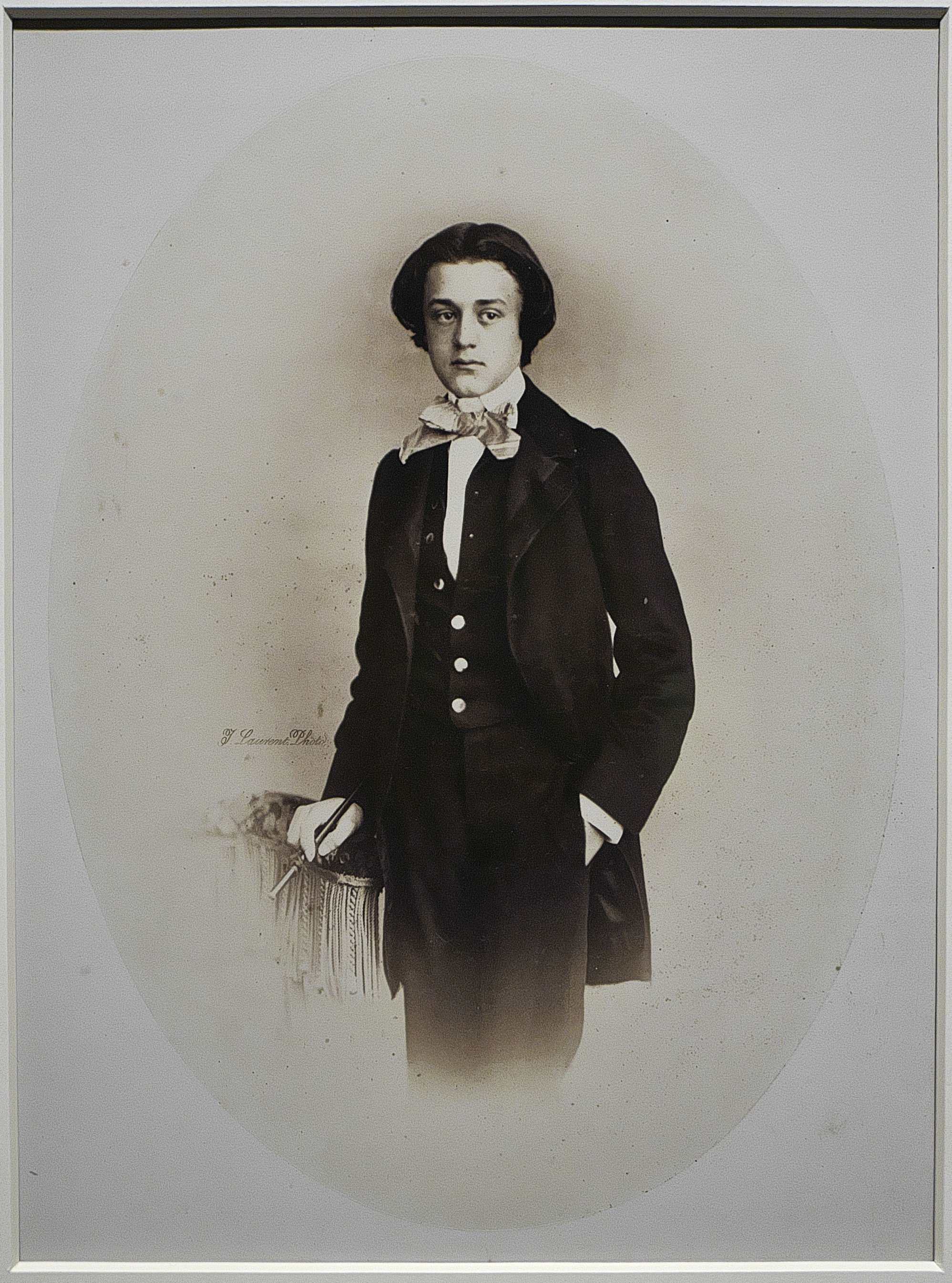
Раймундо де Мадрасо в молодости.
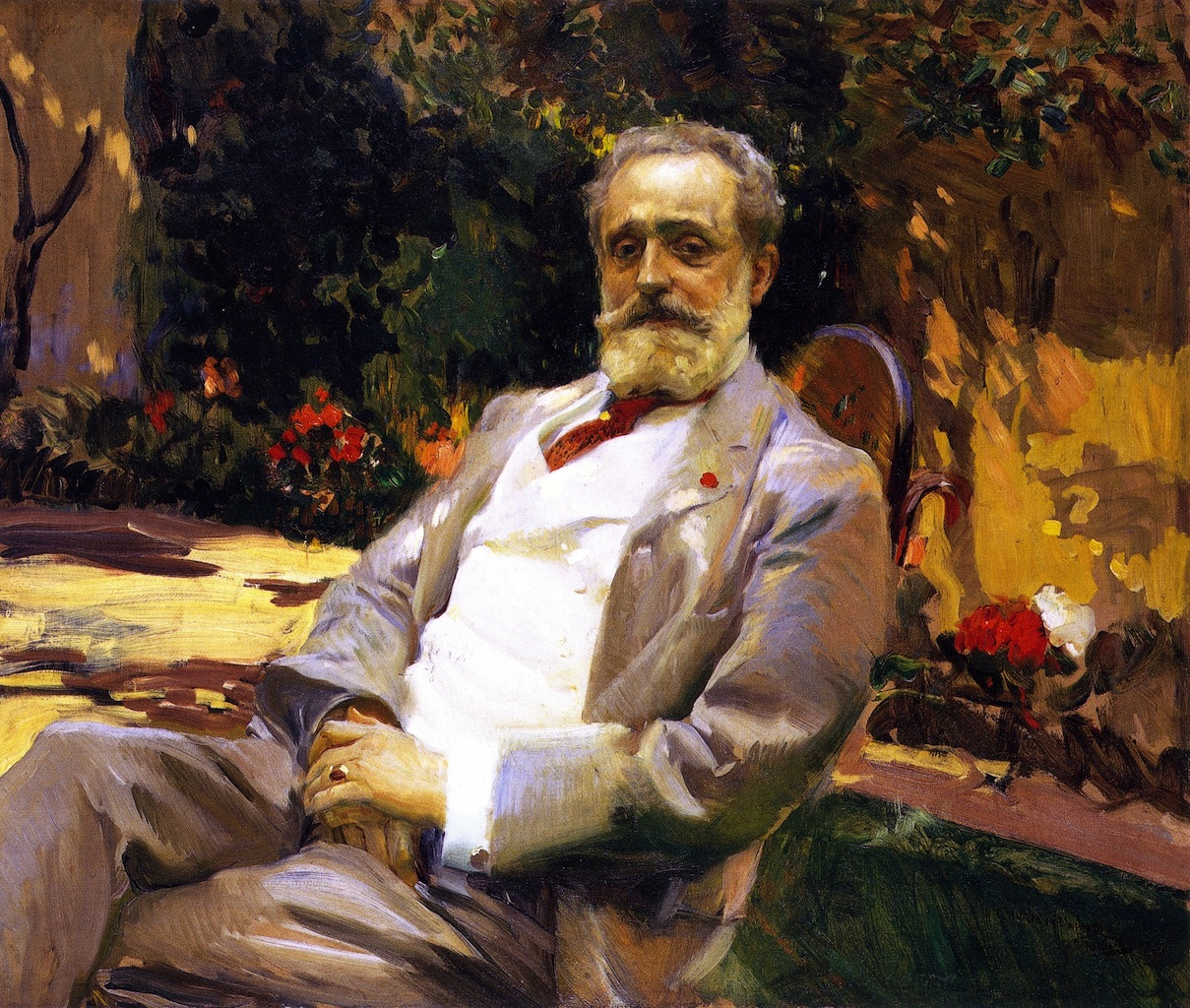
Хоакин Соролья. Портрет Раймундо де Мадрасо.
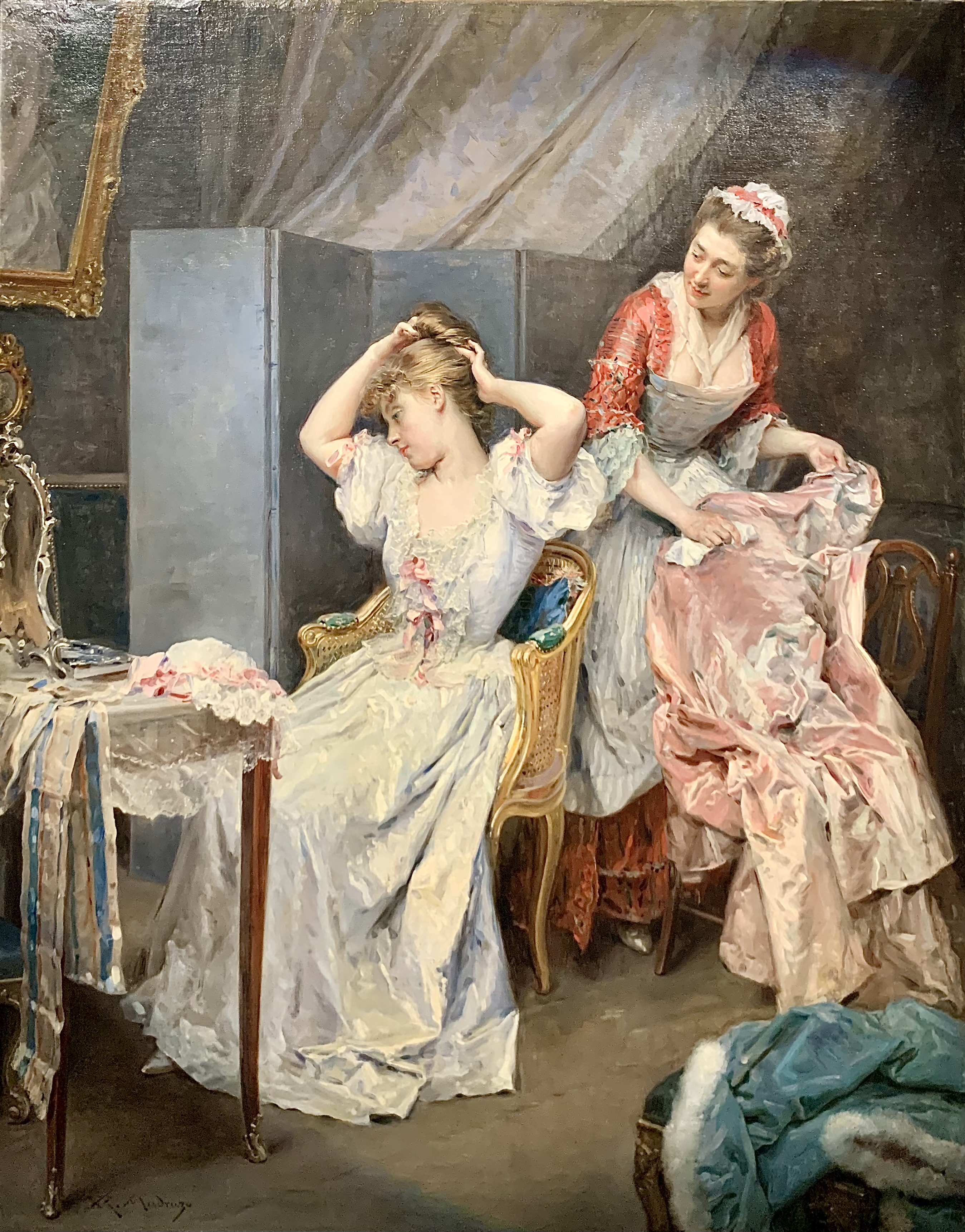
Утренний туалет
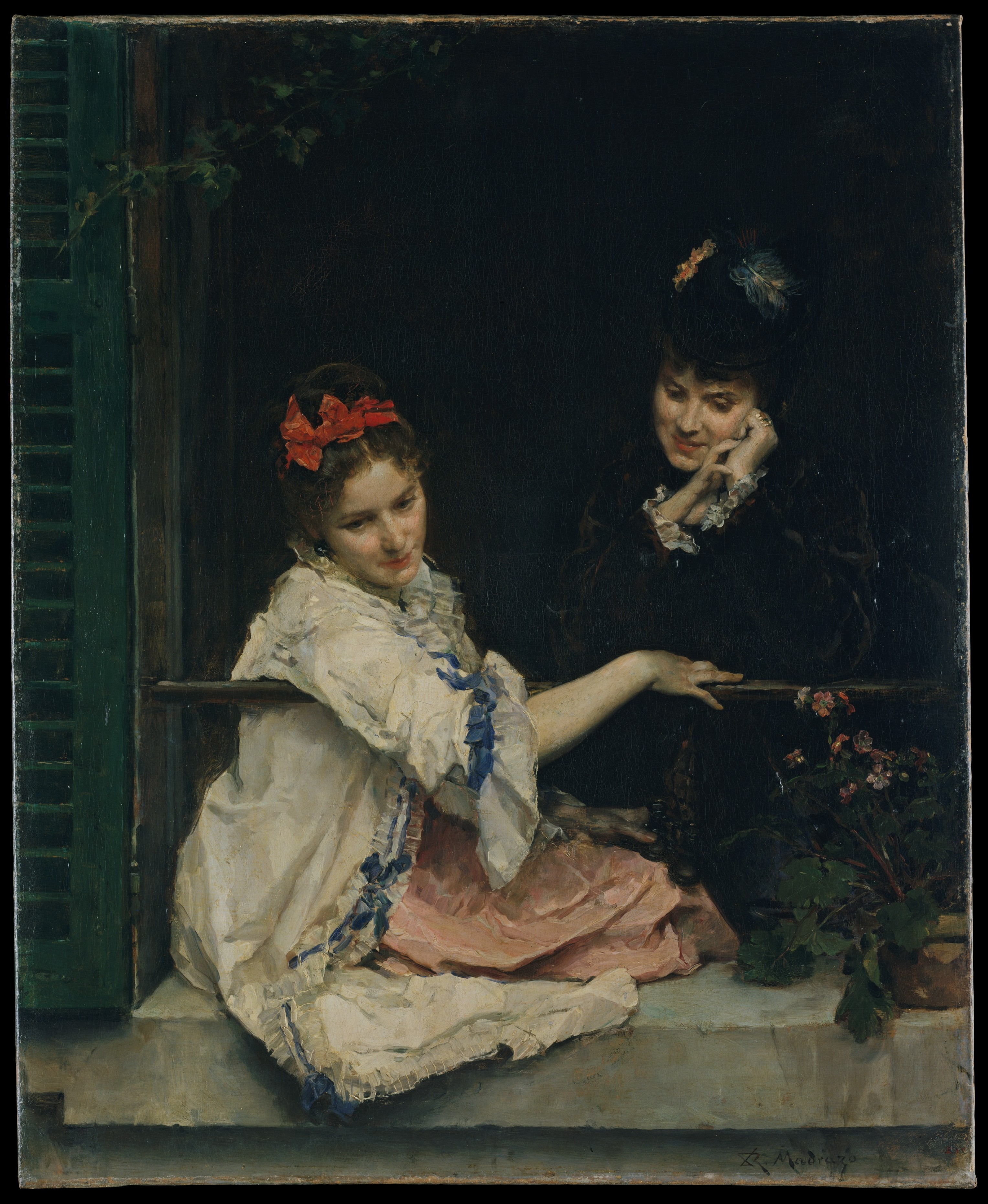
Мать и дочь у окна
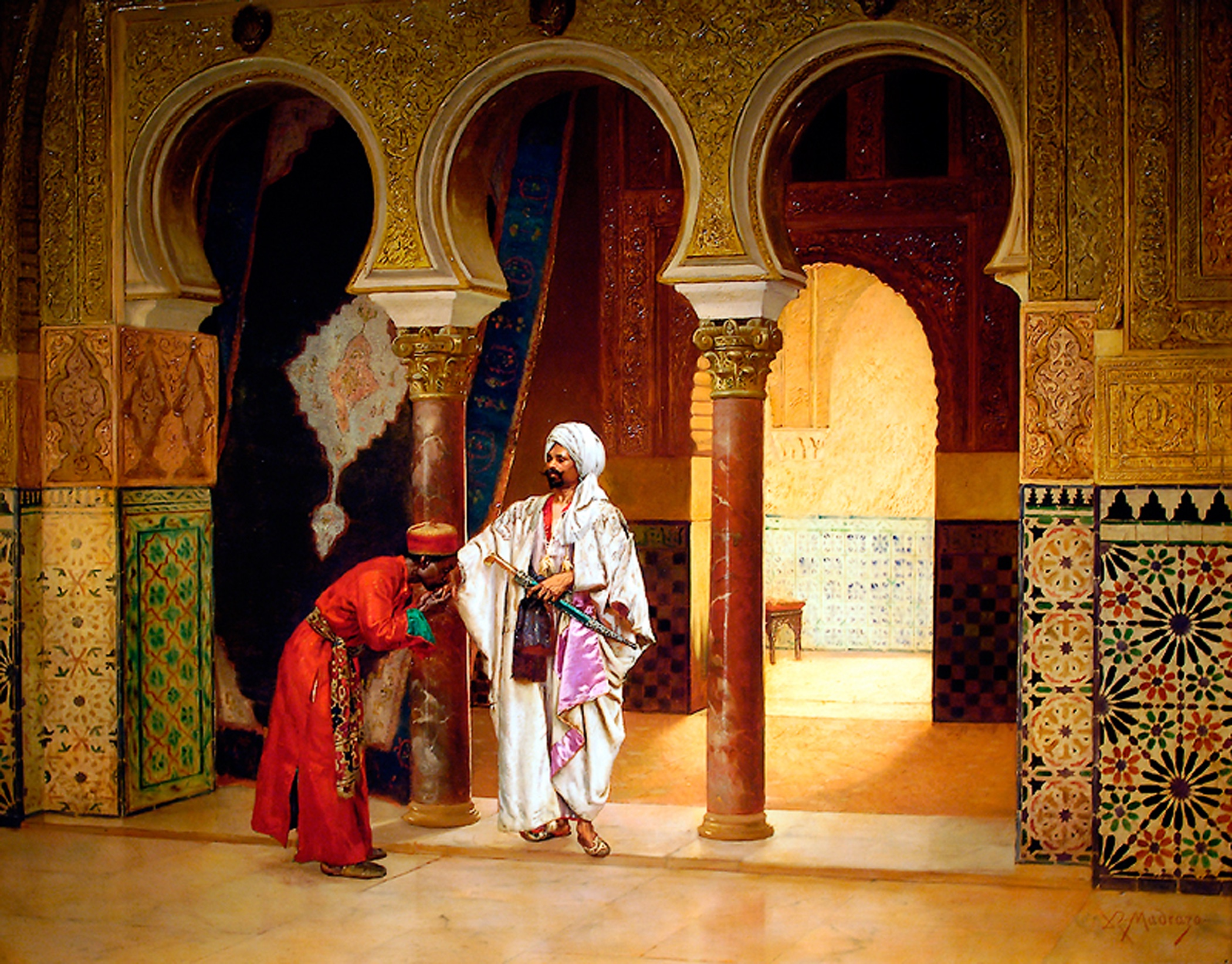
Возвращение господина
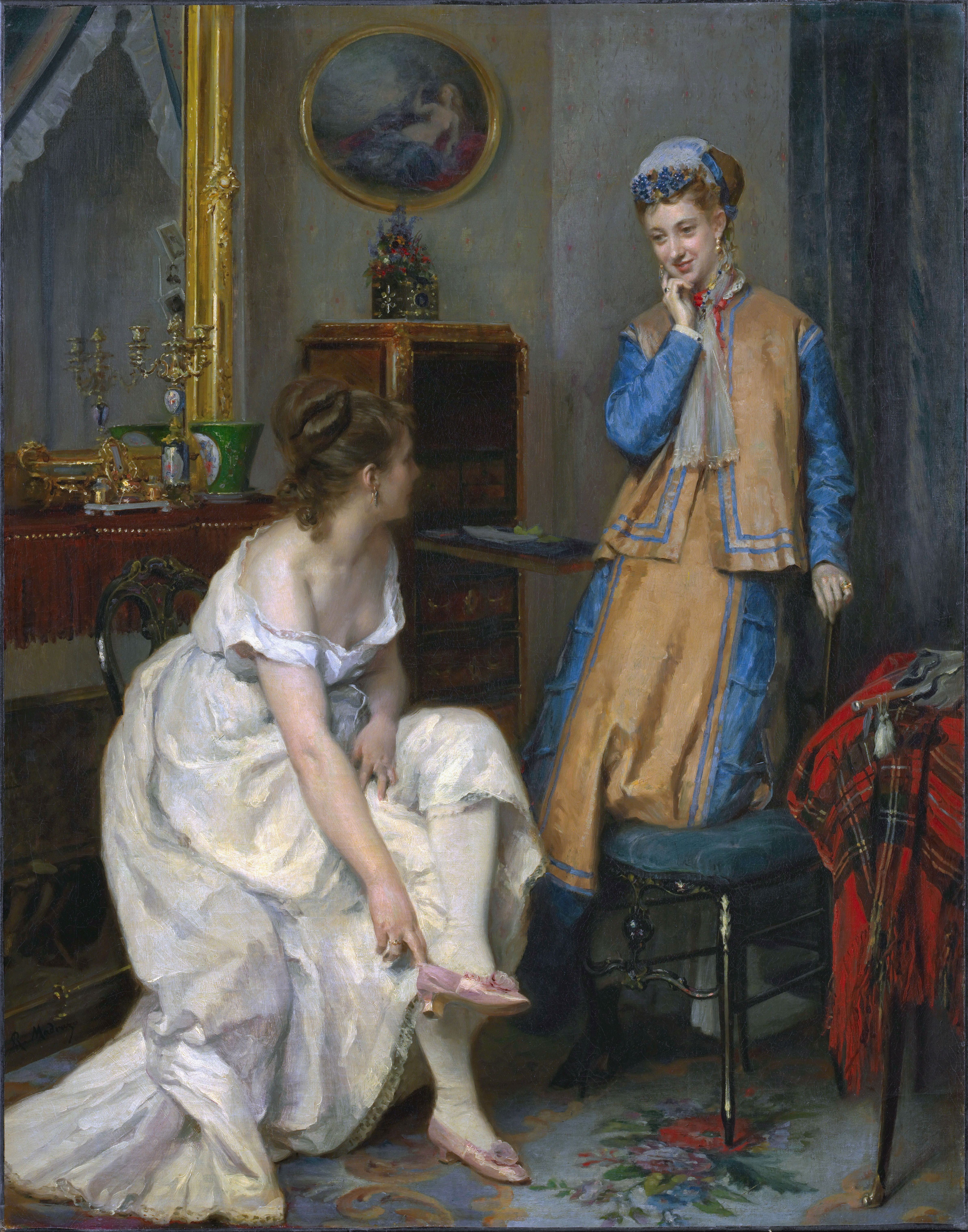
Секрет
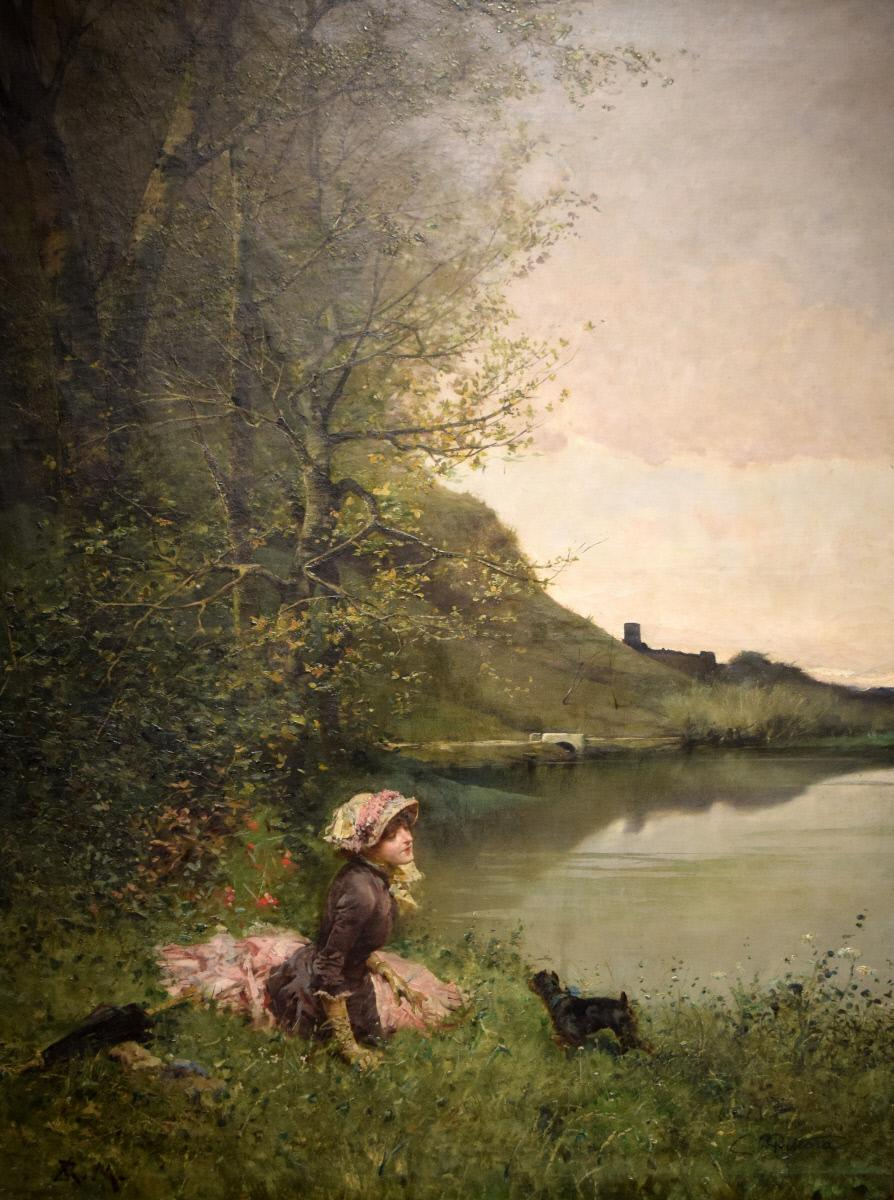
Девушка с собакой на берегу водоема с руинами на заднем плане
Письмо
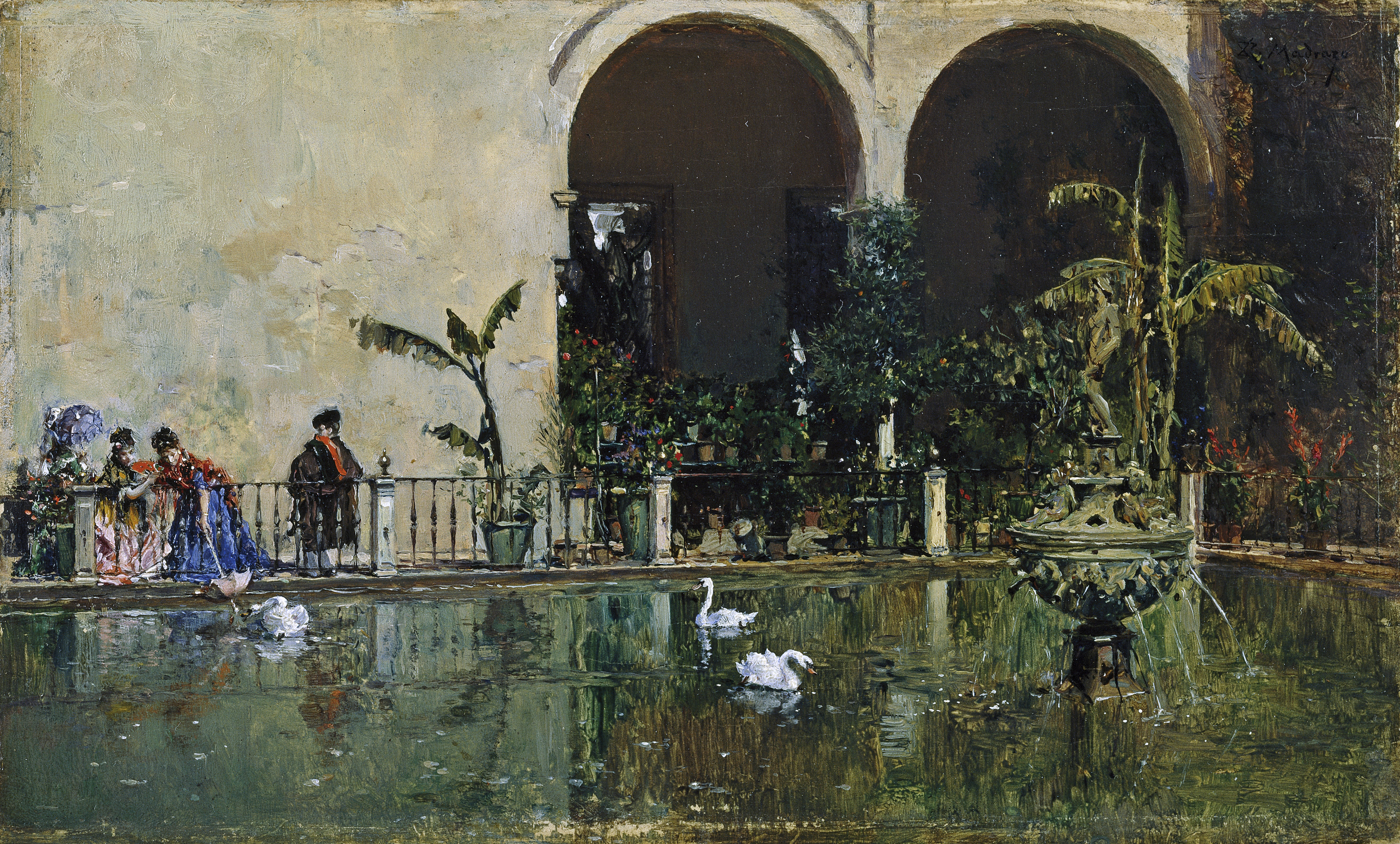
Севилья. В садах Алькасара.
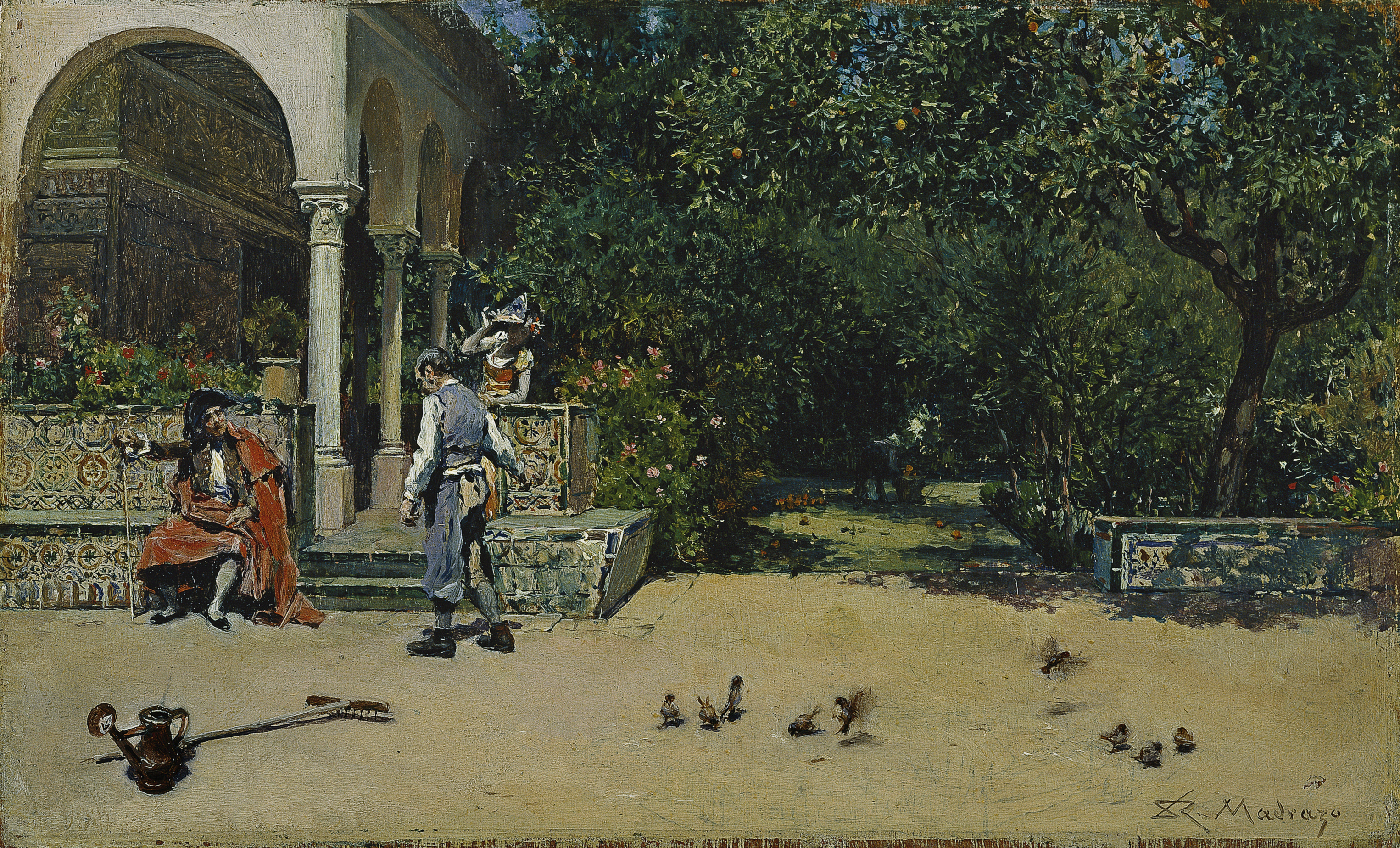
Павильон Карла V в садах Севильского Алькасара
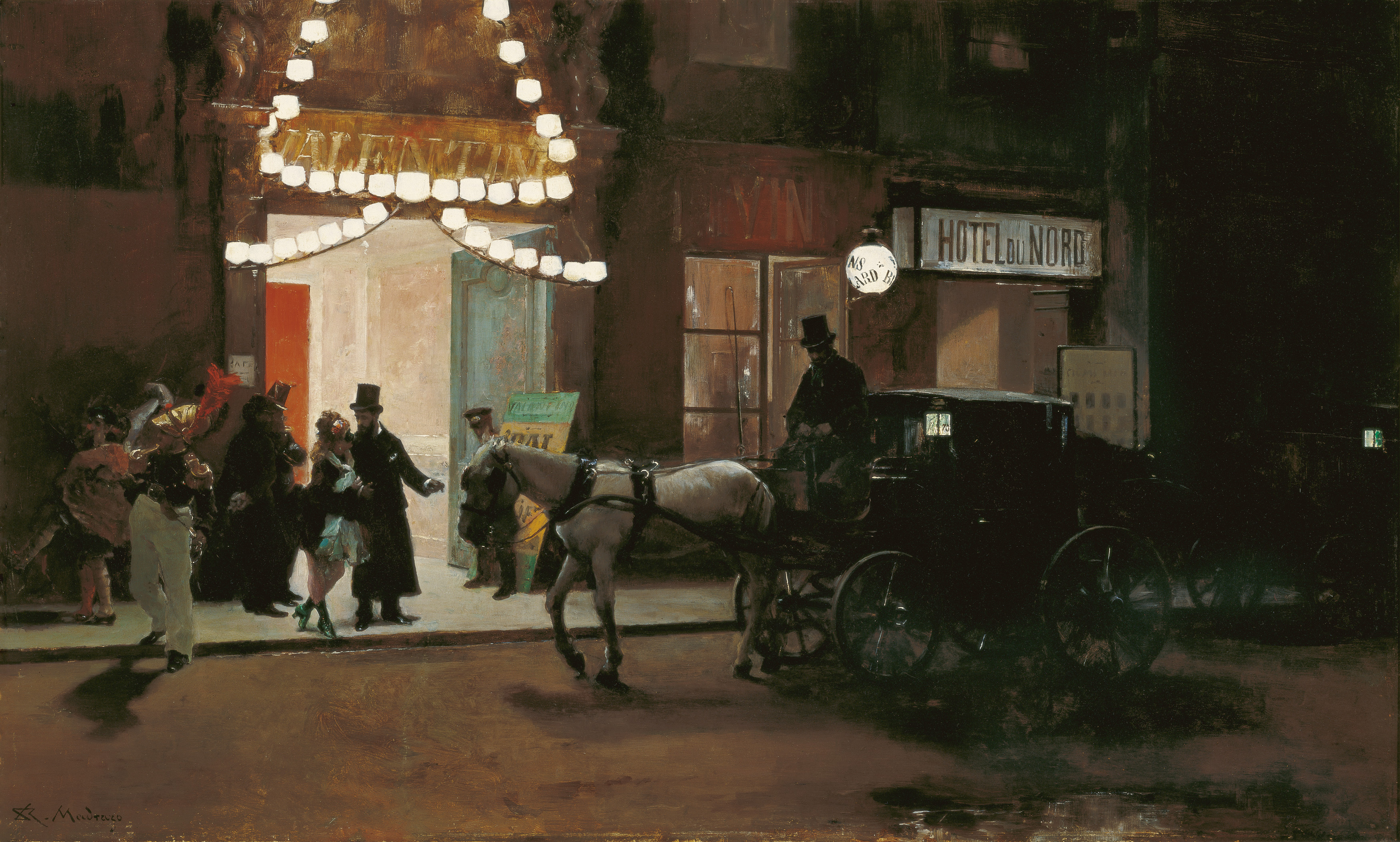
Разъезд после бала-маскарада.
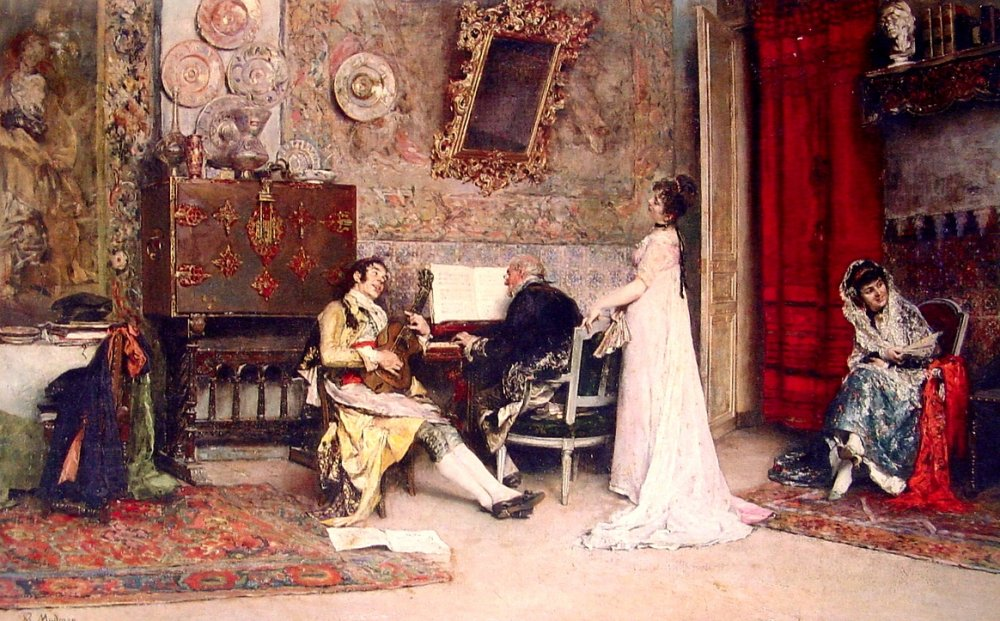
Урок музыки.
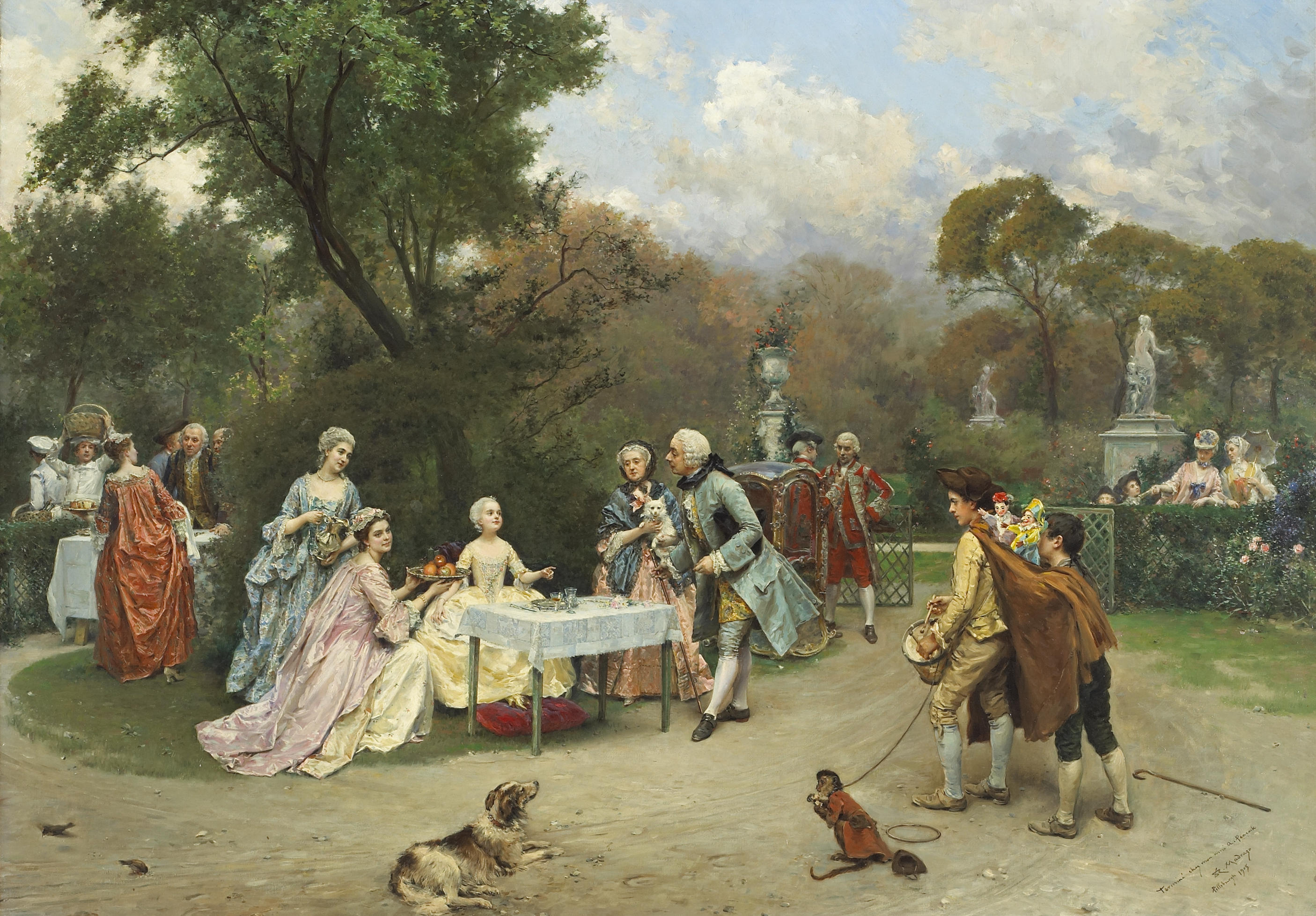
XVIII век в садах Версаля.
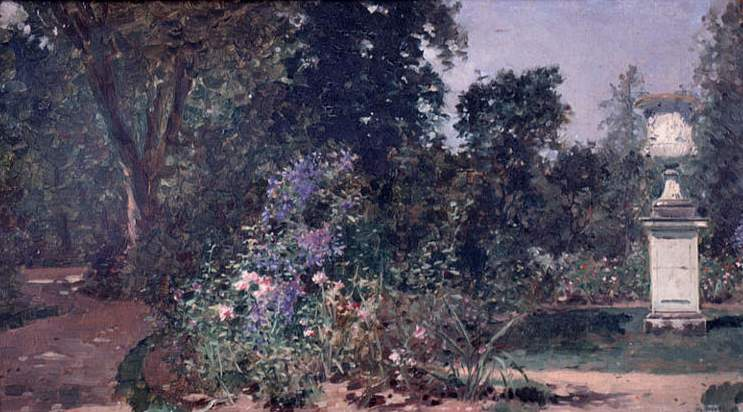
Версаль. Королевский сад.